# José Joaquín Prieto Vial
José Joaquín Prieto Vial   (Concepción, 20 d'agost de 1786 - Santiago de Xile, 22 de novembre de 1854) fou un polític xilè, president de la república entre 1831 i 1841.